# サタデー・ナイト・フィーバー (サウンドトラック)
『サタデー・ナイト・フィーバー』 (Saturday Night Fever: The Original Movie Sound Track) は、映画『サタデー・ナイト・フィーバー』のサウンドトラックである。

## 概要
ビージーズが作曲した曲は「ステイン・アライヴ」「恋のナイト・フィーヴァー」「愛はきらめきの中に」（以上はビージーズによる歌唱）「モア・ザン・ア・ウーマン」（タヴァレスによる曲、ビージーズによる曲の2曲）、「アイ・キャント・ハヴ・ユー」（イヴォンヌ・エリマン）の5曲である 。また、既に発表されていた「ジャイヴ・トーキン」と「ユー・シュッド・ビー・ダンシング」の2曲も、サウンドトラックに収録された。他にディスコ時代に既に発売されていた曲も映画の音楽として使われた。
ビージーズの曲に加えて、デヴィッド・シャイアがさらに音楽を作曲及び編曲した。シャイアが作った3曲、「マンハッタン・スカイライン」「禿山の一夜」「サルセイション」がサウンドトラックに収録されている。他の5曲、「トニー・アンド・ステファニー」「Near the Verrazano Bridge」「Barracuda Hangout」「デス・オン・ザ・ブリッヂ」「オール・ナイト・トレイン」は映画では使用されているが、CD未収録である。
後年、ビージーズがアルバムのマスターテープを再び管理するようになり、リプリーズ・レコードから再発売された。4「ジャイヴ・トーキン」は、発売当時にはオリジナル・バージョンが収録されていたが、後のLPにはライブ・アルバム『ビー・ジーズ・グレイテスト・ライヴ』からの音源が収録されていた。CD化以降は、オリジナル・バージョンに戻されている。「ジャイヴ・トーキン」は、トニー・モレノが土曜の夜に初めてディスコに訪れた次の日のシーンで使われる予定だったが、その部分は最終版のフィルムで、シーンも曲もカットされた。2018年7月に40周年記念盤が発売された。

## 記録
映画が商業的成功を収めると同時に、サントラ盤も大ヒット作になった。ビルボード200では24週連続1位という驚異的なチャート・アクションを見せ、アメリカでは「サタデー・ナイト・フィーバー」の文化的影響は非常に大きいものがある。カナダでは22週連続1位、イギリスでは18週連続1位、オーストラリアでは14週連続1位を獲得するというメガヒットを遂げ、全世界でサウンドトラックとしては過去最高の4000万枚を叩き出した。
1979年のグラミー賞にて最優秀アルバム賞を獲得。サウンドトラックとして初めて受賞する快挙を遂げた。また、同賞を受賞した唯一のディスコアルバムでもある。ビルボードミュージック・チャートのポップ・アルバムとソウル・アルバムそれぞれで1位を獲得し、1984年にマイケル・ジャクソンの『スリラー』がその記録を更新するまで、世界で最も売れたアルバムとなった。
『ローリング・ストーン誌が選ぶオールタイム・グレイテスト・アルバム500』に於いて、132位にランクイン。

## 収録曲

### A面
1. ステイン・アライヴ - "Stayin' Alive"（ビージーズ） - 4:45
2. 愛はきらめきの中に - "How Deep Is Your Love"（ビージーズ） - 4:05
3. 恋のナイト・フィーヴァー - "Night Fever"（ビージーズ） - 3:33
4. モア・ザン・ア・ウーマン - "More Than a Woman"（ビージーズ） - 3:17
5. アイ・キャント・ハヴ・ユー - "If I Can't Have You"（イヴォンヌ・エリマン）- 2:57

### B面
1. 運命'76 - "A Fifth of Beethoven"（ウォルター・マーフィー） - 3:03
2. モア・ザン・ア・ウーマン - "More Than a Woman"（タヴァレス） - 3:17
3. マンハッタン・スカイライン - "Manhattan Skyline"（デヴィッド・シャイアー） - 4:44
4. カリプソ・ブレイクダウン - "Calypso Breakdown"（ラルフ・マクドナルド） - 7:50

### C面
1. 禿山の一夜 - -  "Night on Disco Mountain"（デヴィッド・シャイアー）- 5:12
2. 開けゴマ - "Open Sesame"（クール・アンド・ザ・ギャング） - 4:01
3. ジャイヴ・トーキン - "Jive Talkin'"（ビージーズ） - 3:43
4. ユー・シュッド・ビー・ダンシング - "You Should Be Dancing" （ビージーズ） - 4:14
5. ブギー・シューズ - "Boogie Shoes"（KC&ザ・サンシャイン・バンド） - 2:17

### D面
1. サルセイション - "Salsation"（デヴィッド・シャイアー） - 3:50
2. ケイジー - "K-Jee"（MFSB） - 4:13
3. ディスコ・インフェルノ - "Disco Inferno"（トランプス） - 10:51

- 「ジャイヴ・トーキン」は、映画本編では使用されていない。

## ミュージシャン
- ビージーズ
- クール・アンド・ザ・ギャング
- タヴァレス
- KC&ザ・サンシャイン・バンド
- トランプス
- イヴォンヌ・エリマン
- ウォルター・マーフィー&ビッグ・アップル・バンド - 演奏
- MFSB - 演奏
- ラルフ・マクドナルド - 演奏
- デヴィッド・シャイアー - 演奏、編曲
- バリー・ギブ
- ロビン・ギブ
- モーリス・ギブ
- ダイアナ・ロス 、映画内ディスコでの曲プレイのみ。
- アリフ・マーディン - プロデューサー

## チャート
| 年     | 国             | チャート                                           | 順位 |
| ------ | -------------- | -------------------------------------------------- | ---- |
| 1978年 | アメリカ合衆国 | Billboard Black Albums                             | 1    |
| 1978年 | アメリカ合衆国 | Billboard Pop Albums                               | 1    |
| 1978年 | オーストラリア | ケント・ミュージック・レポート・アルバム・チャート | 1    |
| 1978年 | 日本           | オリコン・アルバム・チャート                       | 1    |
| 1978年 | カナダ         | RPMアルバム・ナンバーワンチャート                  | 1    |

| 年     | シングル                                                           | チャート           | 順位 |
| ------ | ------------------------------------------------------------------ | ------------------ | ---- |
| 1977年 | 愛はきらめきの中に                                                 | Adult Contemporary | 1    |
| 1977年 | 愛はきらめきの中に                                                 | Pop Singles        | 1    |
| 1978年 | 恋のナイト・フィーバー                                             | Black Singles      | 8    |
| 1978年 | 恋のナイト・フィーバー                                             | Pop Singles        | 1    |
| 1978年 | アイ・キャント・ハヴ・ユー                                         | Pop Singles        | 1    |
| 1978年 | ステイン・アライヴ/恋のナイト・フィーバー/モア・ザン・ア・ウーマン | Club Play Singles  | 3    |
| 1978年 | ステイン・アライヴ                                                 | Pop Singles        | 1    |
| 1978年 | ステイン・アライヴ                                                 | R&B Singles        | 4    |

Billboard Hot 100
| 年     | シングル                         | 順位 |
| ------ | -------------------------------- | ---- |
| 1975年 | ジャイヴ・トーキン               | 1    |
| 1976年 | 運命'76                          | 1    |
| 1976年 | ユー・シュッド・ビー・ダンシング | 1    |
| 1977年 | 愛はきらめきの中に               | 1    |
| 1978年 | 恋のナイト・フィーバー           | 1    |
| 1978年 | アイ・キャント・ハヴ・ユー       | 1    |
| 1978年 | ステイン・アライヴ               | 1    |